# Bangladeschische Cricket-Nationalmannschaft in Indien in der Saison 2024/25
Die Tour der bangladeschischen Cricket-Nationalmannschaft nach Indien in der Saison 2024/25 fand vom 19. September bis 12. Oktober 2024 statt. Die internationale Cricket-Tour war Bestandteil der Internationalen Cricket-Saison 2024/25 und umfasste zwei Tests und drei Twenty20s. Die Tests waren Bestandteil der ICC World Test Championship 2023–2025. Indien gewann die Test-Serie mit 2−0 und die T20-Serie mit 3−0.

## Vorgeschichte
Für beide Teams war es die erste Tour der Saison. Das letzte Aufeinandertreffen der beiden Mannschaften bei einer Tour fand in der Saison 2022/23 in Bangladesch statt.

## Stadien
Die folgenden Stadien wurden für die Tour als Austragungsort vorgesehen. Dabei wurde kurzfristig das Stadion in Gwalior ins Programm genommen, da das Stadion in Dharamsala nicht rechtzeitig fertig war. In Gwalior wird erstmals im neugebauten Shrimant Madhavrao Scindia Cricket Stadium ein Nationalspiel ausgetragen.
| Stadion                                    | Stadt     | Kapazität | Spiele  |
| ------------------------------------------ | --------- | --------- | ------- |
| M. A. Chidambaram Stadium                  | Chennai   | 46.000    | 1. Test |
| Arun Jaitley Cricket Stadium               | Delhi     | 48.000    | 2. T20  |
| Shrimant Madhavrao Scindia Cricket Stadium | Gwalior   | 30.000    | 1. T20  |
| Rajiv Gandhi International Cricket Stadium | Hyderabad | 55.000    | 3. T20  |
| Green Park Stadium                         | Kanpur    | 33.000    | 2. Test |

## Kaderlisten
Indien benannte seinen Test-Kader am 8. September 2024.
Bangladesch benannte seinen Test-Kader am 12. September und seinen Twenty20-Kader am 28. September 2024.
| Test | Test | Twenty20 | Twenty20 |
| Indien | Bangladesch | Indien | Bangladesch |
| --- | --- | --- | --- |
| - Rohit Sharma (K) - Ravichandran Ashwin - Jasprit Bumrah - Yash Dayal - Akash Deep - Shubman Gill - Ravindra Jadeja - Yashasvi Jaiswal - Dhruv Jurel (wk) - Sarfaraz Khan - Virat Kohli - Rishabh Pant (wk) - Axar Patel - KL Rahul - Mohammed Siraj - Kuldeep Yadav | - Najmul Hossain Shanto (K) - Khaled Ahmed - Taskin Ahmed - Jaker Ali - Shakib Al Hasan - Litton Das (wk) - Zakir Hasan (wk) - Nayeem Hasan - Mahmudul Hasan Joy - Mehidy Hasan Miraz - Mominul Haque - Shadman Islam - Taijul Islam - Hasan Mahmud - Mushfiqur Rahim (wk) - Nahid Rana | - Suryakumar Yadav (K) - Ravi Bishnoi - Varun Chakravarthy - Shivam Dube - Hardik Pandya - Riyan Parag - Harshit Rana - Nitish Kumar Reddy - Sanju Samson (wk) - Abhishek Sharma - Jitesh Sharma (wk) - Arshdeep Singh - Rinku Singh - Washington Sundar - Tilak Varma - Mayank Yadav | - Najmul Hossain Shanto (K) - Taskin Ahmed - Jaker Ali - Litton Das (wk) - Mahedi Hasan - Rakibul Hasan - Tanzid Hasan - Parvez Hossain Emon - Rishad Hossain - Towhid Hridoy - Shoriful Islam - Mahmudullah - Mehidy Hasan Miraz - Mustafizur Rahman - Tanzim Hasan Sakib |

## Tests

### Erster Test in Chennai
| 19. – 23. September Scorecard | Chennai | Indien 376 (91.2) & 287-4d (64) | – | Bangladesch 149 (47.1) & 234 (62.1) |
|                               |         | Indien gewinnt mit 280 Runs     |   |                                     |

Bangladesch gewann den Münzwurf und entschied sich als Feldmannschaft zu gewinnen. Für Indien formte Eröffnungs-Batter Yashasvi Jaiswal mit dem fünften Schlagmann Rishabh Pant eine Partnerschaft. Pant erreichte 39 Runs, woraufhin KL Rahul aufs Feld kam. Jaiswal schied nach einem Fifty über 56 Runs aus und kurz darauf tat dies auch Rahul nach 16 Runs. Es folgte die Partnerschaft zwischen Ravindra Jadeja und Ravichandran Ashwin, die den Tag beim Stand von 339/6 beendeten. Am zweiten Spieltag schied Jadeja nach einem Fifty über 86 Runs aus und nachdem der hineinkommende Akash Deep 17 Runs erzielt hatte, verlor auch Ashwin sein Wicket nach einem Century über 113 Runs aus 133 Bällen. Kurz darauf endete das Innings nach 376 Runs. Beste bangladeschische Bowler waren Hasan Mahmud mit 5 Wickets für 83 Runs und Taskin Ahmed mit 3 Wickets für 55 Runs. Bangladesch verlor früh seine Eröffnungs-Batter und der dritte Schlagmann Najmul Hossain Shanto erzielte 20 Runs. In der Folge formten Shakib Al Hasan und Litton Das eine Partnerschaft. Das erreichte 22 Runs und Al Hasan 32 weitere, woraufhin Mehidy Hasan Miraz aufs Feld kam. Nachdem Taskin Ahmed und Nahid Rana nach jeweils 11 Runs ausschieden, endete das Innings mit einem Rückstand von 227 Runs. Miraz hatte bis dahin 27* Runs erzielt. Bester indischer Bowler war Jasprit Bumrah mit 4 Wickets für 50 Runs. Für Indien formte Eröffnungs-Batter Yashasvi Jaiswal zusammen mit dem dritten Schlagmann Shubman Gill eine Partnerschaft. Jaiswal schied nach 10 Runs aus und nachdem der hineinkommende Yashasvi Jaiswal 17 Runs erzielt hatte, beendete Gill mit Rishabh Pant den Tag beim Stand von 81/3. Am dritten Spieltag verlor Pant sein Wicket nach einem Century über 109 Runs aus 128 Runs und wurde gefolgt durch KL Rahul. Indien deklarierte das Innings beim Stand von 287/4d und setzte Bangladesch so eine Vorgabe von 515 Runs. Gill erzielte dabei ein Century über 119* Runs aus 176 Bällen und Rahul 22* Runs. Bester bangladeschischer Bowler war Mehidy Hasan Miraz mit 2 Wickets für 103 Runs. Für Bangladesch formten Zakir Hasan und Shadman Islam die Eröffnungs-Partnerschaft. Hasan konnte 33 Runs und Islam 35 Runs erzielen. Daraufhin kam Najmul Hossain Shanto aufs Feld an dessen Seite Mominul Haque und Mushfiqur Rahim je 13 Runs erzielten. Ihnen folgte Shakib Al Hasan, der zusammen mit Shanto den tag beim Stand von 158/4 beendete. Am vierten Spieltag schied Al Hasan nach 25 Runs aus, bevor auch Shanto nach einem Fifty über 82 Runs sein Wicket verlor. Kurz darauf endete das Spiel mit der Niederlage Bangladeschs. Beste indische Bowler waren Ravichandran Ashwin mit 6 Wickets für 88 Runs und Ravindra Jadeja mit 3 Wickets für 58 Runs. Als Spieler des Spiels wurde Ravichandran Ashwin ausgezeichnet.

### Zweiter Test in Kanpur
| 27. September – 1. Oktober Scorecard | Kanpur | Bangladesch 233 (74.2) & 146 (47) | – | Indien 285-9d (34.4) & 98-3 (17.2) |
|                                      |        | Indien gewinnt mit 7 Wickets      |   |                                    |

Das Spiel begann auf Grund von nassem Spielfeld verspätet. Indien gewann den Münzwurf und entschied sich als Feldmannschaft zu beginnen. Für Bangladesch formte Eröffnungs-Batter Shadman Islam und der dritte Schlagmann Mominul Haque eine Partnerschaft. Islam erreichte 24 Runs und nachdem Najmul Hossain Shanto 31 Runs erzielte, kam Mushfiqur Rahim aufs Feld, der zusammen mit Haque den vorzeitig auf Grund von Regen verkürzten Tag beim Stand von 107/3 beendete. Der zweite Spieltag wurde auf Grund von Regenfällen abgesagt und der dritte konnte nicht begonnen werden, da das Außenfeld nicht trocknete. Am vierten Spieltag schied Rahim nach 11 Runs aus und der ihm folgende Litton Das nach 13 weiteren. Nachdem Mehidy Hasan Miraz nach 20 Runs sein Wicket verloren hatte, beendete Haque nach einem Century über 107* Runs aus 194 Bällen das Innings ungeschlagen und erhöhte so die Run-Zahl auf 233 Runs. Bester indischer Bowler war Jasprit Bumrah mit 3 Wickets für 50 Runs. Für Indien formten die Eröffnungs-Batter Yashasvi Jaiswal und Rohit Sharma eine Partnerschaft. Sharma erreichte 23 Runs und wurde durch Shubman Gill ersetzt. Jaiswal erzielte ein Fifty über 72 Runs und Gill gelangen 39 Runs. In der Folge formten Virat Kohli und KL Rahul eine weitere Partnerschaft. Kohli gelangen 47 Runs und nachdem Akash Deep aufs Feld kam, schied auch Rahul nach einem Fifty über 68 Runs aus. Deep konnte 12 Runs erreichen, bevor Indien das Innings mit einem Vorsprung von 52 Runs deklarierte. Beste bangladeschischer Bowler waren Mehidy Hasan Miraz mit 4 Wickets für 41 Runs und Shakib Al Hasan mit 4 Wickets für 78 Runs. Bangladesch begann in seinem zweiten Innings mit den Eröffnungs-Battern Shadman Islam und Zakir Hasan. Hasan erreichte 10 Runs, woraufhin der Tag beim Stand von 26/2 endete. Am fünften Tag erzielte der hineinkommende Najmul Hossain Shanto 19 Runs und wurde gefolgt durch Mushfiqur Rahim. Islam gelang ein Fifty über 50 Runs, bevor Rahim das letzte Wicket des Innings nach 37 Runs verlor, womit Indien eine Vorgabe von 95 Runs erhielt. Beste indische Bowler mit jeweils drei Wickets waren Jasprit Bumrah (für 17 Runs), Ravindra Jadeja (für 34 Runs) und Ravichandran Ashwin (50 Runs). Für Indien formte Eröffnungs-Batter Yashasvi Jaiswal mit dem vierten Schlagmann Virat Kohli eine Partnerschaft. Jaiswal erreichte ein Fifty über 51 Runs, bevor Kohli nach 29* Runs die Vorgabe im 18. Over einholte. Bester bangladeschischer Bowler war Mehidy Hasan Miraz mit 2 Wickets für 44 Runs. Als Spieler des Spiels wurde Yashasvi Jaiswal ernannt.

## Twenty20 Internationals

### Erstes Twenty20 in Gwalior
| 6. Oktober Scorecard | Gwalior | Bangladesch 127 (19.5)       | – | Indien 132-3 (11.5) |
|                      |         | Indien gewinnt mit 7 Wickets |   |                     |

Indien gewann den Münzwurf und entschied sich als Feldmannschaft zu beginnen. Bangladesch verlor früh seine Eröffnungs-Batter, woraufhin Najmul Hossain Shanto und Towhid Hridoy eine Partnerschaft formten. Hridoy erreichte 12 Runs und als Mehidy Hasan Miraz ins Spiel kam, verlor Shanto sein Wicket nach 27 Runs. An der Seite von Miraz erreichte Rishad Hossain 11 und Taskin Ahmed 12 Runs. Als das letzte Wicket zwei Bälle vor Ende des Innings fiel, hatte Miraz 35* Runs erzielt, womit er die Vorgabe auf 128 Runs erhöhte. Beste indische Bowler waren Arshdeep Singh mit 3 Wickets für 14 Runs und Varun Chakravarthy mit 3 Wickets für 31 Runs. Für Indien begannen Sanju Samson und Abhishek Sharma. Sharma gelangen 16 Runs, woraufhin Suryakumar Yadav ins Spiel kam, der 29 Runs erzielte. Dieser wurde durch Nitish Kumar Reddy ersetzt und Samson scheid nach 29 Runs aus. Zusammen mit Hardik Pandya konnte daraufhin Reddy die Vorgabe im 12. Over einholen. Pandya erreichte dabei 39* Runs und Reddy 16* Runs. Die bangladeschischen Wickets erzielten Mehidy Hasan Miraz und Mustafizur Rahman. Als Spieler des Spiels wurde Arshdeep Singh ausgezeichnet.

### Zweites Twenty20 in Delhi
| 9. Oktober Scorecard | Delhi | Indien 221-9 (20)          | – | Bangladesch 135-9 (20) |
|                      |       | Indien gewinnt mit 86 Runs |   |                        |

Bangladesch gewann den Münzwurf und entschied sich als Feldmannschaft zu beginnen. Für Indien begannen Sanju Samson und Abhishek Sharma. Samson gelangen 10 und Sharma 15 Runs. Daraufhin formten Nitish Kumar Reddy und Rinku Singh eine weitere Partnerschaft. Reddy erreichte ein Fifty über 74 Runs und wurde gefolgt durch Hardik Pandya. Singh konnte ein Fifty über 32 Runs erzielen und der ihm folgende Riyan Parag 15 Runs. Pandya schied nach 32 Runs aus und erhöhte so die Vorgabe auf 222 Runs. Bester bangladeschischer Bowler war Rishad Hossain mit 3 Wickets für 55 Runs. Für Bangladesch bildeten die Eröffnungs-Batter Parvez Hossain Emon und Litton Das eine Partnerschaft. Emon erreichte 16 Runs und der ihm folgende Najmul Hossain Shanto 11 Runs. Nachdem Das nach 14 Runs ausgeschieden war, formten Mehidy Hasan Miraz und Mahmudullah eine weitere Partnerschaft. Miraz erreichte 16 Runs bevor Mahmudullah sein Wicket im letzten Over nach 41 Runs verlor, was nicht ausreichte, um die Vorgabe zu gefährden. Beste indische Bowler waren Varun Chakravarthy mit 2 Wickets für 19 Runs und Nitish Kumar Reddy mit 2 Wickets für 23 Runs. Als Spieler des Spiels wurde Nitish Kumar Reddy ausgezeichnet.

### Drittes Twenty20 in Hyderabad
| 12. Oktober Scorecard | Hyderabad | Indien 297-6 (20)           | – | Bangladesch 164-7 (20) |
|                       |           | Indien gewinnt mit 133 Runs |   |                        |

Indien gewann den Münzwurf und entschied sich als Schlagmannschaft zu beginnen. Für sie bildete Eröffnungs-Batter Sanju Samson eine Partnerschaft mit dem dritten Schlagmann Suryakumar Yadav. Samson gelang ein Century über 111 Runs aus 47 Bällen und Yadav schied kurz darauf nach einem Fifty über 75 Runs aus. Daraufhin formten Riyan Parag und Hardik Pandya eine weitere Partnerschaft. Parag konnte 34 Runs erreichen und Pandya verlor im letzten Over nach 47 Runs sein Wicket. Damit stellte Indien Bangladesch eine Vorlage über 298 Runs. Bester bangladeschischer Bowler war Tanzim Hasan Sakib mit 3 Wickets für 66 Runs. Für Bangladesch bildete Eröffnungs-Batter Tanzid Hasan mit dem dritten Schlagmann Najmul Hossain Shanto eine Partnerschaft. Hasan erreichte 15 Runs und wurde gefolgt durch Litton Das. Shanto konnte 14 Runs erzielen, woraufhin Towhid Hridoy aufs Feld kam. Das erreichte 42 Runs und Kridoy beendete das Innings mit einem Fifty über 63* Runs, was jedoch nicht reichte die Vorgabe einzuholen. Bester indischer Bowler war Ravi Bishnoi mit 3 Wickets für 30 Runs. Als Spieler des Spiels wurde Sanju Samson ausgezeichnet.

## Auszeichnungen

### Player of the Series
Als Player of the Series wurden der folgende Spieler ausgezeichnet.
| Serie | Player of the Series |
| ----- | -------------------- |
| Test  | Ravichandran Ashwin  |
| T20   | Hardik Pandya        |

### Player of the Match
Als Player of the Match wurden die folgenden Spielerinnen ausgezeichnet.
| Spiel   | Player of the Match |
| ------- | ------------------- |
| 1. Test | Ravichandran Ashwin |
| 2. Test | Yashasvi Jaiswal    |
| 1. T20  | Arshdeep Singh      |
| 2. T20  | Nitish Kumar Reddy  |
| 3. T20  | Sanju Samson        |